# François-Xavier Abadia
Pour les articles homonymes, voir Abadia.
François-Xavier Abadia (en espagnol Francisco Xavier Abadía), né à Valence (Espagne) en 1774 et mort en 1830, est un militaire espagnol. Il finit sa carrière militaire avec le grade de lieutenant-général, et fut également ministre de la Guerre.

## Biographie
Abadia entra jeune comme cadet au régiment de Tolède, où il obtint le grade de sous-lieutenant. Nommé lieutenant, il fit la campagne de Catalogne en 1793 contre les français. Puis il fut successivement promu capitaine au régiment de Malaga en 1802, major de place à Cadix en 1804 et directeur du préside correctionnel de cette ville.
En 1808, on le chargea d'organiser le préside correctionnel de Grenade. Soupçonné d'être favorable aux français, il se justifia de ces accusations en donnant tous ses soins à la formation de l'armée insurrectionnelle.
Devenu chef d’état-major de l’armée insurrectionnelle de la Manche du général Venegas, il se retira avec les débris de celle-ci à Cadix, où il tint le portefeuille du ministère de la Guerre et fut promu au grade de maréchal de camp. En 1812, Abadia remplaça le général Santocildes comme commandant de l’armée de Galice, armée qu’il avait lui-même organisée.
Une fois Ferdinand VII rétablit sur le trône d’Espagne, il fut nommé lieutenant général et chargé de l’inspection des troupes réunies à Cadix pour l’expédition de l’Amérique espagnole.

## Sources
- Hoefer - Biographie, Tome 1 page 17.
- Pierre Larousse - Grand dictionnaire universel du XIXe siècle.
- Biographie des Hommes vivants, Volume 1.